# Comité international spécial des perturbations radioélectriques
Le Comité international spécial des perturbations radioélectriques (CISPR) a été fondé en 1934 afin de définir les normes limitant les perturbations électromagnétiques des équipements électriques et électroniques. Ce comité est une partie de la Commission électrotechnique internationale (CEI).

## Organisation
Le comité est subdivisé en 6 sous-comités. Chacun de ces comités est responsable de son domaine, défini ainsi :
- A - Méthodes de mesure et analytiques des perturbations radioélectriques,
- B - Mesures des interférences concernant les équipements industriels scientifiques et médicaux (ISM), les équipements haute tension, les lignes d'alimentations, ou les machines de traction
- D - Perturbations des véhicules à moteur (aussi bien thermique qu'électrique)
- F - Perturbations des équipements électrodomestiques, outils et d'éclairage
- H - Limites pour la protection des services radio
- I - Compatibilité électromagnétique des équipements de traitement de l'information, des récepteurs de radiodiffusion, télévision (et associés), et équipements multimédia.

## Principales publications
- CISPR 10 : Organisation, règlement et procédures du CISPR
- CISPR 11 : Appareils industriels, scientifiques et médicaux (ISM) à fréquence radioélectrique – Caractéristiques de perturbations électromagnétiques – Limites et méthodes de mesure
- CISPR 12 : Véhicules, bateaux et engins entraînés par des moteurs à combustion interne – Caractéristiques de perturbation radioélectrique – Limites et méthodes de mesure pour la protection des récepteurs à l'exception de ceux installés dans les véhicules/bateaux/engins eux-mêmes ou dans des véhicules/bateaux/engins proches
- CISPR 14-x : Compatibilité électromagnétique – Exigences pour les appareils électrodomestiques, outillages électriques et appareils analogues, en 2 parties (émission et immunité)
- CISPR 15 : Limites et méthodes de mesure des perturbations radioélectriques produites par les appareils électriques d'éclairage et les appareils analogues
- CISPR 16 : Spécifications des méthodes et des appareils de mesure des perturbations radioélectriques et de l'immunité aux perturbations radioélectriques (existe en 2 versions, une version complète, et une version subdivisée en plusieurs parties de format CISPR 16-x-x)
- CISPR 32 : Compatibilité électromagnétique des équipements multimédia – Exigences d'émission

- CISPR 35 : Compatibilité électromagnétique des équipements multimédia – Exigences d'immunité